# Sara García
Sara García (Orizaba, 8 settembre 1895 – Città del Messico, 21 novembre 1980) è stata un'attrice messicana di nascita, figlia di genitori spagnoli provenienti dall'Andalusia.
Era chiamata la "nonna" del cinema messicano, per i suoi numerosi ruoli di nonna severa anche se sempre amorevole. Appartenne alla cosiddetta Época de Oro del cine mexicano.

## Filmografia
- En defensa propia, regia di Joaquín Coss (1917)
- Alma de sacrificio, regia di Joaquín Coss (1917)
- La soñadora, regia di Eduardo Arozamena, Enrique Rosas (1917)
- Yo soy tu padre
- Que viva Mexico! (¡Que viva México!), regia di Sergej Michajlovič Ėjzenštejn (1932)
- La sangre manda, regia di José Bohr e Raphael J. Sevilla (1934)
- El vuelo de la muerte, regia di Guillermo Calles  (1934)
- El pulpo humano, regia di Jorge Bell (1934)
- ¡Viva México!, regia di Miguel Contreras Torres (1934)
- No Basta Ser Madre, regia di Ramón Peón (1937)

- La abuelita, regia di Raphael J. Sevilla (1942)
- Papá se desenreda, regia di Miguel Zacarías (1942)
- Alejandra, regia di José Benavides hijo (1942)
- Historia de un gran amor, regia di Julio Bracho (1942)
- Las tres viudas de papá, regia di Miguel Zacarías (1942)
- El verdugo de Sevilla, regia di Fernando Soler (1942)

- L'idolo vivente (The Living Idol), regia di René Cardona, Albert Lewin (1957)
- Pobres millonarios, regia di Fernando Cortés (1957)
- Las señoritas Vivanco, regia di Mauricio de la Serna (1959)